# Надросся (заказник)
Надросся — ландшафтний заказник місцевого значення.
Розташований на території Дзюньківської, Павлівської та Саражинецької сільських рад Погребищенського району Вінницької області. Оголошений, відповідно до Рішення 25 сесії Вінницької обласної Ради 5 скликання від 29.07.2009 р. № 834
Охороняється ділянка мальовничого ландшафту на схилах берега р. Рось, наявністю гранітних відслонень та цінними лісовими насадженнями природного та штучного походження віком близько 80 років. Долина представлена близько 600 видами вищих судинних рослин, що складає біля 58 % її флори.
Заказник розташований на землях водного фонду, однак включені землі сільськогосподарського, історико-культурного призначення та лісові землі, які перебувають користуванні Вінницького обласного комунального спеціалізованого лісогосподарського підприємства «Віноблагроліс».
За фізико-географічним районуванням України (1968), територія долини річки Рось належить до Липовецько-Погребищенського району Північно-Західної області Придніпровської височини Лісостепової зони.
За геоботанічним районуванням України територія нележить до Літинського району Вінницького (Центральноподільського) геоботанічного округу дубово-грабових та дубових лісів Подільсько-Бесарабської підпровінції Східноєвропейської провінції Європейської широколистяної області.
Для цієї території характерна хвиляста рівнина та лучні остепнені заплавні ділянки, тобто з геоморфологічної точки зору описувана територія являє собою алювіальну рівнину заплавної не почленованої тераси.
Долина річки Рось у межах Вінницької області знаходиться на території Українського кристалічного щита, що представлений нижньопротерозойськими відкладами з гранітів гнейсів. Осадкові відклади, що перекривають кристалічний фундамент, приурочені до неогенової системи і складені сіро-зеленими місцями жовтим глинами.
Ґрунтовий покрив характеризується реградованими чорноземами та темно-сірими ґрунтами.
Територія заказника лежить у межах рівнинної атлантико-континентальної області помірного кліматичного поясу. Клімат території помірно континентальний. Для нього є характерним тривале нежарке літо, і порівняно
недовга, м'яка зима. Середня температура січня становить - 6° С, а липня становить + 19°С. Річна кількість опадів становить від 500 до 525 мм.
Долина річки Рось являє собою невід'ємну частину екомережі, діяльність якої спрямована на відтворення та збереження екосистем. Річкові долини відіграють важливу функціональну роль в біосфері як регуляторні системи,
джерело природних рослинних ресурсів, шляхи міграції видів. В регіонах з надмірно трансформованим та фрагментованим рослинним покривом долини річок залишаються єдиними екосистемами з природною та напівириродною
рослинністю.

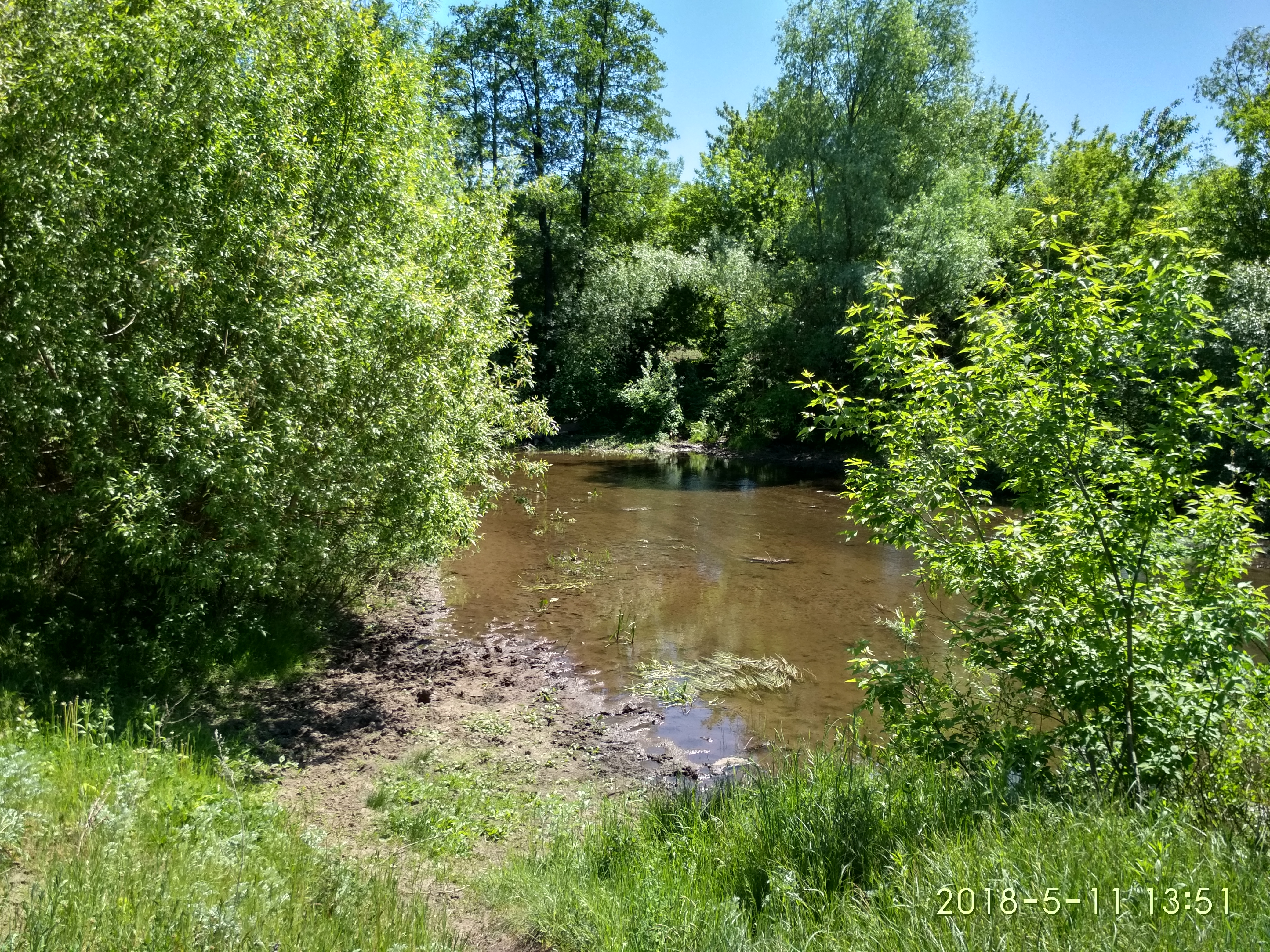
Рось між Круподеринцями і Саражинцями

Річка Рось є однією з найбільших правих лісостепових приток Дніпра. Географічне положення зумовлює її особливу роль в проектованій екомережі України, як об’єднуючої ланки між окремими регіонами Полісся, Лісостепу та Степу. Численні історичні об’єкти свідчать про визначну роль Росі в становленні культурної спадщини українського народу. За останні десятиріччя рослинний покрив долини зазнав значного антропогенного впливу. У зв’язку з цим розв’язання проблеми його відновлення, рестабілізації та підтримання на належному рівні функціонування набуває особливої актуальності. Успішне її вирішення можливе лише за умови всебічного і детального вивчення фіторізноманіття долини.
Багатство рослинного покриву долини Росі зумовлено її географічним положенням, зв’язком з .долиною річки Дніпра, наявністю гранітних відслонень і своєрідністю гідрологічного режиму заплави.
Рослинний покрив схилово-терасової групи урочищ представлений листяними (переважно дубовими та грабово-дубовими), хвойними (сосновими) та мішаними (дубово-сосновими) лісами, а також лучними степами; заплавно-руслової групи урочищ — заплавними Лісами (вільховими, вербовими, осокоровими, дубовими та в'язово-дубовими) та чагарниками (лозняками, шелюжниками), луками (мезофітними, гігромезофітними і ксеромезофітними), трав'яними болотами (переважно рогозовими, осоковими, осоково-очеретяними), рослинністю водойм та водотоків.
Диференціацію рослинності в межах урочищ вершини другої надзаплавної (лееової) тераси та вершини першої надзаплавної (борової) тераси зумовлює мікрорельєф. З ним пов'язані ступінь оглеєння та зволоження ґрунтів. В межах ланок розподіл рослинності визначається структурними особливостями ґрунту. Для урочищ схилів другої надзаплавної (лесової) тераси та схилів першої надзаплавної (борової) тераси визначальним фактором розподілу рослинності є характер їх розміщення (верхня, середня, нижня частини схилу). На розподіл рослинності в межах кожної ланки впливає тип ґрунту, крутизна та експозиція схилу. Диференціацію рослинного покриву урочищ притерасної, центральної та прируслової частин заплави визначає мікрорельєф, з яким пов'язані тип ґрунту, глибина залягання ґрунтових вод, заплавність. В межах ланок диференційними факторами виступають особливості структури ґрунту або донних відкладів (для ланки ГК заплавних водойм). В розподілі рослинного покриву урочищ русла провідна роль належить типу донних відкладів, швидкості течії та товщі води.

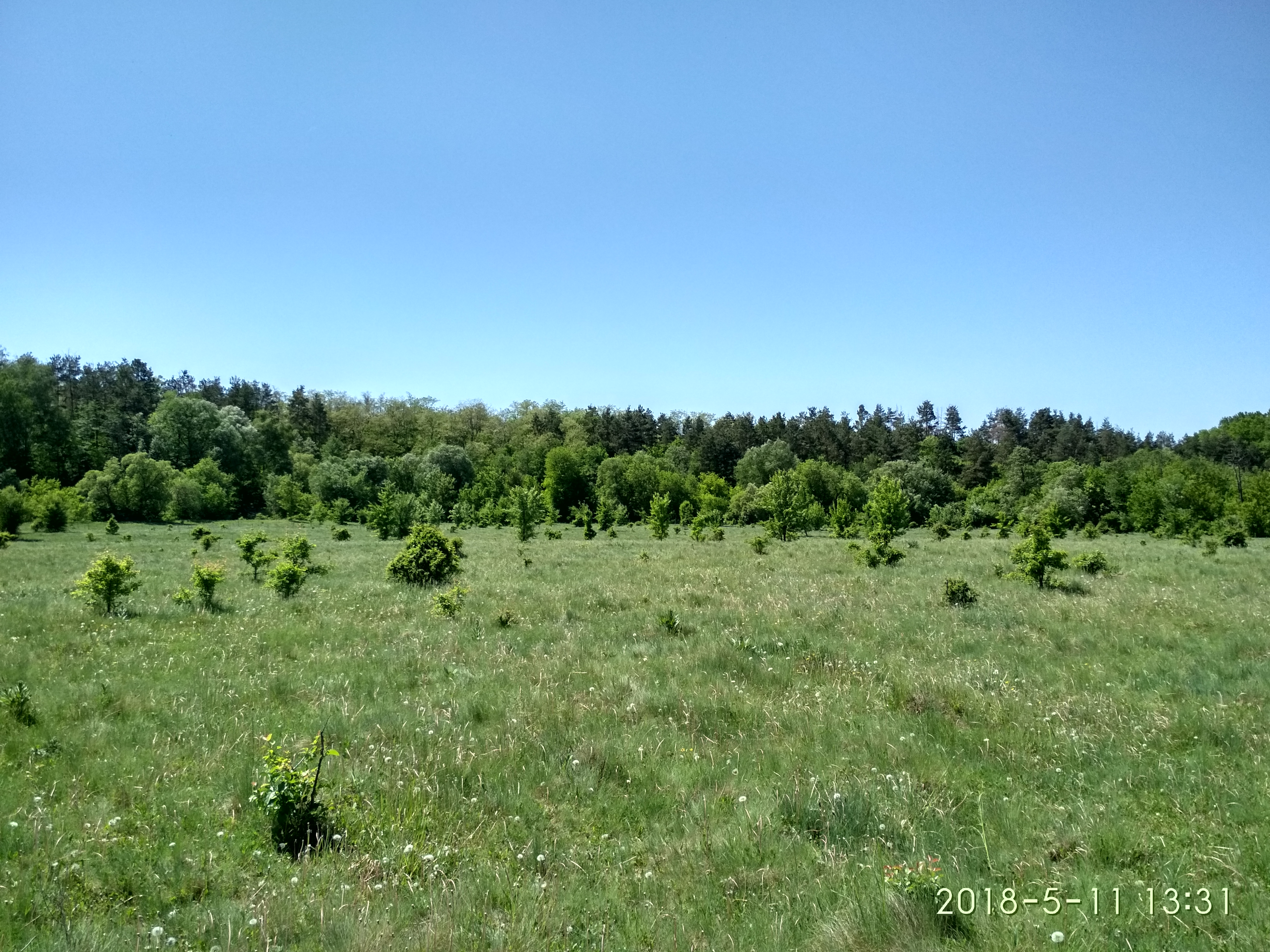
Долина річки Рось між Круподеринцями і Саражинцями

Проведено структурно-порівняльний аналіз флористичного складу класів рослинності. Флора кожного класу розглядається як типологічна флора (Толмачев, 1974; Дідух, 1992). Встановлено, що найвищим флористичним багатством відзначаються Molinio-Arrhenatheretea і Querco-Fagetea. Спектр трьох провідних родин більшості класів збігається з відповідним спектром флори в цілому, що свідчить про проміжний характер типологічних флор між бореальними та середземноморськими. Флора Chenopodietea має середземноморський характер, оскільки друге та третє місце в ній посідають Lamiaceae і Brassicaceae. Біоморфологічні спектри типологічних флор є типовими для регіону. Найнижчим вмістом монокарпіків і терофітів відзначаються Vaccinio-Piceetea, Querco-Fagetea, Alnetea glutinosae, Lemnetea i Potametea, що є свідченням їх найменшої антропогенної трансформації. Аналіз екологічних спектрів виявив найбільшу вразливість до дії зовнішніх чинників фітоценозів Lemnetea, Potametea, Festuco-Brometea, Isoeto-Nanojuncetea, Sedo-Scleninthetea. Festucetea vaginatae. Географічні спектри відображають переважання хорологічних груп, які є провідними для флори в цілому. Виявлено високу географічну специфічність флор Sedo-Scleranthetea, Festuco-Brometea, Vaccinio-Piceetea та Querco-Fagetea, оскільки в їх регіональному спектрі переважають європейські види, а також найбільш континентальний характер флори Festuco- Brometea (найвищий серед всіх класів вміст евконтинентальних та евриконтинентальних видів в кліматичному спектрі).